# Kantai Collection
Kantai Collection (japonsky 艦隊これくしょん) je japonská online sběratelská karetní hra. Spuštěna byla dubnu 2013. Předmětem hry je budování vlastní námořní floty ze skutečných japonských lodí, jež se objevily ve 2. světové válce. Aktuálně má více než 2 000 000 registrovaných hráčů.